# Schloss Groß Leuthen

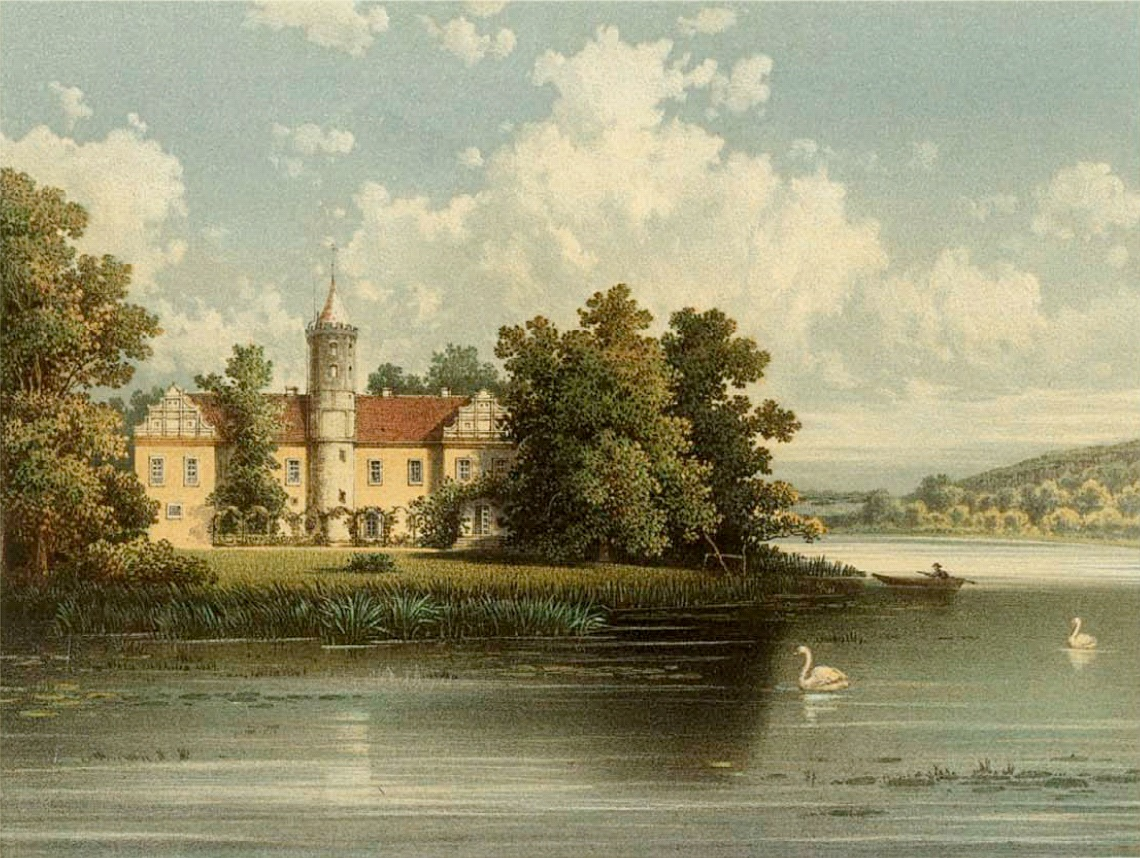
Das Schloss um 1860/61, noch ohne Wohnturm (Farblithographie)

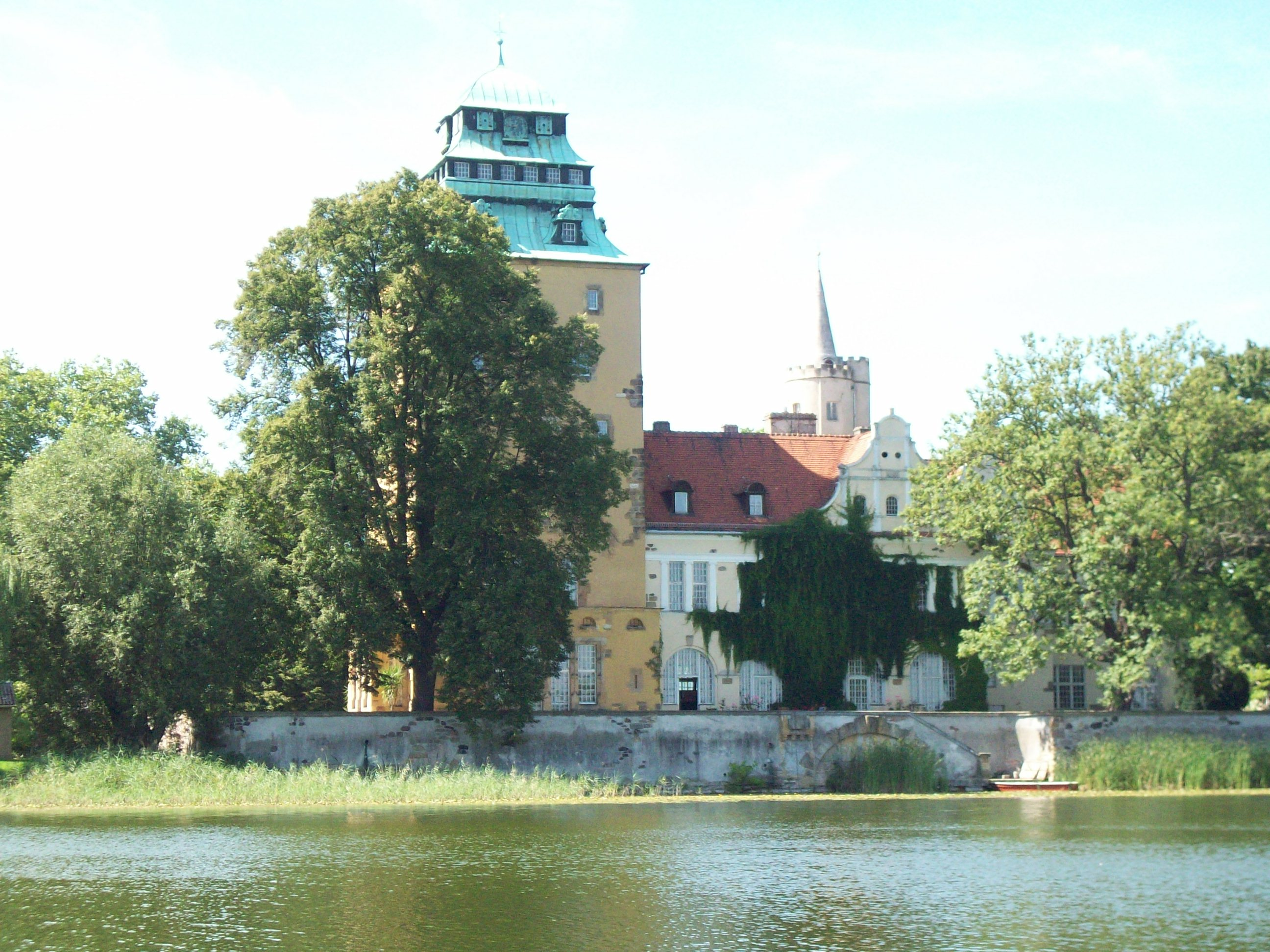
Das Schloss vom Groß Leuthener See aus gesehen

Das Schloss Groß Leuthen ist ein Wasserschloss im Spreewald (südöstliches Brandenburg). Es liegt in Groß Leuthen am Ufer des Groß Leuthener Sees, 15 Kilometer nordöstlich von Lübben. In seinen ältesten Teilen stammt es aus dem Mittelalter. Der überwiegende Teil der Bausubstanz besteht aus einem Renaissancebau mit Treppenturm und einem im Stil des Historismus von Bodo Ebhardt erbauten Wohnturm von 1913.

## Geschichte
1368 wurde Leuthen mit „Tammo von deme Luthen“ erstmals erwähnt. Es gehörte damals noch zur Burggrafschaft Lübben. Im Verlauf des Mittelalters bildete sich ein eigener Herrschaftsbereich heraus, zu dem im 16. Jahrhundert die Dörfer Groß Leuthen, Bückchen, Dollgen, Guhlen, Klein Leine, Klein Leuthen und Ressen gehörten. Nachfolgend entwickelt sich in der folgenden Historie eine Standesherrschaft Leuthen.
Nach mehrfachem Besitzerwechsel erwarb 1517 Wilhelm Schenk von Landsberg das Gut Groß Leuthen und ließ dort das heutige Schloss errichten. Seine Nachfahren Carl Albrecht Schenk von Landsberg und dessen Bruder Ludwig Alexander auf Teupitz starben 1721 kinderlos.
1779 war Gräfin Podewils, Tochter Heinrich Graf von Podewils, Eigentümerin des Schlosses. Sie war viermal verheiratet, zunächst mit dem Legationsrat Friedrich Wilhelm von Marschall, dann mit Graf Johann August von Haeseler (1724–1763), anschließend mit dem Oberst Emanuel Friedrich von Bredow und schließlich mit Generalleutnant Graf Johann Ludwig von Hordt, der Tafelrundengefährte Friedrichs des Großen und Kommandant der Zitadelle Spandau war. Obgleich Groß Leuthen nur als Nebengut betrieben wurde, kam die Gräfin häufig hierher. Nach ihrem Tod erbte ihr Sohn aus zweiter Ehe, August Ferdinand von Haeseler, das Schloss und starb dort 1838.
Kurzzeitig war der Oberamtmann Christian Wilhelm Griebenow der Schloss-Eigentümer. Später kam der Herrensitz in Eigentum des Emil von Gutzmerow, der unter anderem Kammerherr der Königin bzw. Kaiserin Augusta war. Gutzmerow hatte die klassische Vita, war Rittmeister, Johanniterritter, Kammerherr und Schlosshauptmann. Seine Leuthener Begüterung beinhaltete vor 1880 nach dem erstmals amtlich publizierten Generaladressbuch der Rittergutsbesitzer in Preußen genau 2001,90 ha Land, davon waren 138,83 ha Wasser und 937,92 ha Wald.
1906 erwarb der Berliner Chemiefabrikant Johann Abraham von Wülfing, der durch weltweit exportierte Milchzucker- und Milcheiweiß-Produkte, darunter den Muttermilchersatz „Albulactin“ vermögend geworden war, das Schloss. Er entstammte einer alten Kaufmanns- und Beamtenfamilie aus Barmen und erhoffte sich durch den Erwerb des alten Rittergutes die Nobilitierung. 1908 wurde daraufhin durch Wilhelm II. ein Adelsbrief ausgestellt. Es folgte ein aufwändiger Umbau des Schlosses durch den Architekten Bodo Ebhardt aus Berlin-Grunewald. Nach der Restaurierung des alten Schlosses entwarf Ebhardt einen vielgestaltigen Anbau mit neuer Eingangshalle, Gesellschaftsräumen, Landungstreppe am See, großer Terrasse und dem charakteristischen sechsgeschossigen Wohnturm, der das Ensemble dominiert. Offensichtlich gehörte Wülfing, dessen Hauptwohnsitz lange Berlin blieb, zunächst nur das Schloss. Denn bis 1914 weisen die Brandenburgischen Güter-Adreßbücher Willy Wurmb von Zink noch als Besitzer der Standesherrschaft Leuthen aus. 1917 ließ sich Dr. med h. c. von Wülfing von seiner zweiten Ehefrau Margarete von Maltzahn nach zweijähriger Ehe wieder scheiden. 1927 starb Johann Abraham von Wülfing, sein Sohn Rudolf, geboren 1887, erbte den Besitz. Die Güter Leuthen mit 2660 ha Fläche wurden von Güterdirektor Erich Schwarzer geleitet. Hinzu gehörten noch die Rittergüter Groß Leine und Klein Leine mit gesamt etwa 1513 ha, diese führte Friedrich Meyer als eingesetzter Administrator. Rudolf von Wülfing war von 1932 bis 1939 Mitglied im Johanniterorden. Als Wohnsitz führte der Freie Standesherr Berlin-Grunewald an. Der letzte Gutsbesitzer auf Leuthen starb 1954 als Fabrikant, wie seine Vorfahren.
Von Juli 1943 bis Februar 1945 diente das Schloss als Unterkunft für die Klimaabteilung unter Karl Knoch und die Bibliothek des Reichsamts für Wetterdienst.
1945 wurde Rudolf von Wülfing unter der sowjetischen Militäradministration enteignet und vertrieben. In den Folgejahren wurde das Anwesen zunächst als Waisenhaus und später als „Spezialkinderheim“, einer Vorstufe des Jugendwerkhofs, genutzt.
Nach der Wende wurde die Stiftung Großes Militärwaisenhaus Eigentümer des Schlosses, konnte aber die notwendigen Reparaturen nicht durchführen. Die Einrichtung fusionierte mit dem Kinder- und Jugenddorf Rankenheim – die letzten Kinder zogen 2004 aus. 1999 bis 2006 wurde das Schloss für die Kunstausstellung „Rohkunstbau“ genutzt und 2007 privat weiterveräußert; es befindet sich gegenwärtig im Besitz eines Architekten.

Besitzer des Schlosses Groß Leuthen
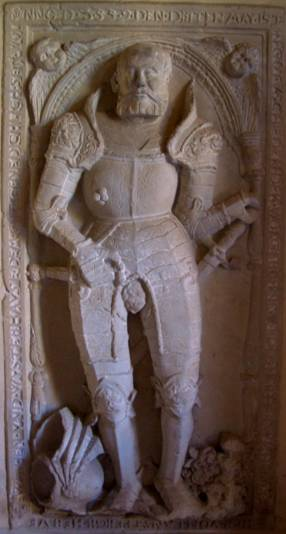
Wilhelm Schenk von Landsberg (1510–1559)
Georg Anton von der Schulenburg (1706–1778), Besitzer 1725–1778
August Ferdinand von Haeseler (1761–1838), Besitzer bis 1838
Christian Wilhelm Griebenow (1784–1865), Besitzer 1841–1855
Johann Abraham von Wülfing (1851–1927)